# Слєпкань Зінаїда Іванівна
Слєпкань Зінаїда Іванівна (1931–2008) — українська науковиця в галузі методики навчання математики, одна з фундаторів української наукової школи з теорії та методики навчання математики в середніх і вищих закладах освіти, доктор педагогічних наук, професор.

## Біографічні дані
Слєпкань Зінаїда Іванівна народилася 16 квітня 1931 р. в поселенні Печенжиця Тотьмського р-ну Вологодської обл. (Росія), куди в 1930 р. були виселені із Запорізької обл. її дід і батьки.

### Освіта
- У 1939–1949 рр. навчалася в школі м. Тотьма Вологодської обл.
- У 1953 р. з відзнакою закінчила фізико-математичний факультет Мелітопольського педагогічного інституту.

### Кар'єра
- У 1953–1959 рр. працювала асистентом, старшим викладачем кафедри математики Мелітопольського педінституту, а також учителем математики в СШ № 4 м. Мелітополя.
- З 1959 по 1962 рр. — аспірантка кафедри елементарної математики та методики математики Київського державного педагогічного інституту імені О. М. Горького.
- З 1962 по 1965 рр. З. І. Слєпкань — старший викладач загальнонаукового факультету Мелітопольського педінституту.
- З 1966 р.– доцент, а з 1983 р.– завідувач кафедри елементарної математики та методики математики Київського державного педагогічного інституту імені О. М. Горького[2].
- У 2001-2005 рр. — працювала професором кафедри педагогіки і психології вищої школи Національного педагогічного університету імені М. П. Драгоманова.

## Наукова діяльність
- Перші дослідження з методики навчання математики З. І. Слєпкань стосувалися культури тригонометричних обчислень. Вони і стали основою дисертаційного дослідження.
- У рік закінчення аспірантури Зінаїда Іванівна успішно захищає кандидатську дисертацію на тему «Культура тригонометричних обчислень у восьмирічній і середній школах» (науковий керівник А. С. Бугай).
- Підсумком більш ніж тридцятилітньої праці Зінаїди Іванівни у галузі теорії та методики навчання математики стала докторська дисертація на тему: «Методическая система реализации развивающей функции обучения математике в средней школе», яку вона захистила в 1987 р. в Москві при АПН СРСР у формі наукової доповіді за сукупністю робіт.
- Зінаїда Іванівна — перша не тільки в Україні, а й у СРСР жінка, яка захистила докторську дисертацію з методики навчання математики.
- У 1989 р. вона отримала вчене звання професора.[3]

## Нагороди
- Заслужений працівник народної освіти України (1995 р.)
- Відмінник освіти України (1997 р.)
- Нагороджена медаллю до 50-річчя Київського педагогічного інституту імені О. М. Горького
- медаль М. В. Остроградського
- медаль А. С. Макаренка
- медаль В. О. Сухомлинського
- Золота медаль НПУ імені М. П. Драгоманова (2007)
- медаль «Ветеран праці»

## Основні наукові праці
- Слєпкань З. І. Методика навчання математики: Підручник, Вид. 2-ге, допов. і переробл. — К: Вища школа, 2006. — 582 с.
- Слєпкань З. І. та ін.. Алгебра і початки аналізу: Підручник для 10 класу. — К.: Зодіак-ЕКО, 2007. — 272 с.
- Слєпкань З. І. та ін.. Алгебра і початки аналізу: Підручник для 11 класу. — К.: Зодіак-ЕКО, 2007. –384 с.
- З. І. Слєкань. Профільне навчання в зарубіжній і українській школі // Дидактика математики: Проблеми і дослідження. Міжнарод. збір. наук. Праць. — Вип. 25.-Донецьк: Фірма ТЕАН, 2006. — С. 11-20.
- Слєпкань З. І. Психолого-педагогічні та методичні основи розвивального навчання математики. — Тернопіль: Підручники і посібники, 2004. — 240с.
- Слєпкань З. І. Наукові засади педагогічного процесу у вищій школі: Навч. Посібник.- К.:Вища шк., 2005. — 239 с.
- Слепкань З. И. Психолого-педагогические основы обучения математики: Метод. Пособие. — К.: Рад. шк.,1983. — 192 с.[4]